# Alice Ceresa
Alice Ceresa (Bázel, 1923. január 25. – Róma, 2001. december 22.) svájci írónő, műfordító, svájci-olasz kettős állampolgár. Íróként leginkább a patriarchális családban felnőtt nők problémái érdekelték.

## Élete és pályafutása
Patriarchális, ticinói családban nőtt fel. 16 évesen Zürichbe költözött, ahol később újságíróként helyezkedett el a Die Weltwoche és a Svizzera italiana magazinoknál. Itt kapcsolatba került olyan olasz emigránsokkal, mint Luigi Comencini, Franco Fortini vagy Ignazio Silone. 1950-ben Rómába költözött, ahol szintén újságoknál dolgozott. Számos német nyelvű művet fordított olaszra.
A La figlia prodiga („A tékozló leány”) című műve görbe tükröt tart a bibliai tékozló fiú történetének, akit tárt karokkal fogadtak vissza. A regény patriarchális családból származó főhősnője a tékozló fiúhoz hasonló úton jár, ám hazatérve egyáltalán nem fogadják szívesen. A regény kritikai sikert aratott, az Einaudi kiadó La ricerca letteraria sorozatának első darabja lett, és 1967-ben elnyerte a legjobb első műnek járó Viareggio-díjat.
1978-ban La morte del padre című története a Nuovi Argomenti című irodalmi folyóiratban jelent meg. Második regénye, a Bambine 1990-ben látott napvilágot és Bergamo irodalmi díjra jelölték érte. Életében csak négy történetet publikált, bár rengeteget írt. Jegyzeteit, levelezéseit más írókkal a Svájci Nemzeti Könyvtár őrzi. 1972-ben elkezdett, majd félbehagyott, Piccolo dizionario dell'inuguaglianza femminile című regényét posztumusz jelentették meg 2007-ben, Tatiana Crivelli szerkesztésében.

## Művei
Folyóiratban
- Gli altri, «Svizzera italiana», 17-20., Lugano, 1943
- La morte del padre, «Nuovi Argomenti», 62, 1979, 69–92. o.

Könyvek
- La figlia prodiga, Einaudi (La ricerca letteraria #1), Torino, 1967
- Bambine, Einaudi (Nuovi coralli #423), Torino, 1990

Posztumusz
- La figlia prodiga e altre storie, La Tartaruga, Milánó, 2004, ISBN 9788877384188.
- Piccolo dizionario dell'inuguaglianza femminile, utószó: Jacqueline Risset(wd), Nottetempo, Róma, 2007 ISBN 9788874521074.
- Alice Ceresa: La morte del padre, és Patrizia Zappa Mulas(wd): Ritratto di Alice, 2013, ISBN 9788864631028.

## Fordítás
- Ez a szócikk részben vagy egészben  az   Alice Ceresa című angol Wikipédia-szócikk fordításán alapul.  Az eredeti cikk szerkesztőit annak laptörténete sorolja fel. Ez a jelzés csupán a megfogalmazás eredetét és a szerzői jogokat jelzi, nem szolgál a cikkben szereplő információk forrásmegjelöléseként.